# Rally de Montecarlo de 2019
El Rally de Montecarlo de 2019 fue la 87.º edición y la primera ronda de la temporada 2019 del Campeonato Mundial de Rally. Se celebró del 22 al 27 de enero y contó con un itinerario de dieciséis tramos sobre asfalto que sumaban un total de 323,83 km cronometrados.
Supuso el estreno para el WRC 2 Pro, certamen que nació tras la desaparición del WRC 3 en 2018. 
Entre los equipos destacaron varias novedades: el regreso de Sébastien Ogier a Citroën, equipo en el que militó hasta 2011; el debut de Sébastien Loeb en Hyundai y el de Kris Meeke en Toyota.

## Itinerario
| Día   | Tramo | Nombre                                     | Distancia | Ganador                            | Tiempo    | Líder            |
| ----- | ----- | ------------------------------------------ | --------- | ---------------------------------- | --------- | ---------------- |
| Día 1 | SS1   | La Bréole - Selonnet                       | 20.76 km  | Ott Tänak                          | 13:02.0   | Ott Tänak        |
| Día 1 | SS2   | Avançon - Notre-Dame-du-Laus               | 20.59 km  | Thierry Neuville                   | 13:18.5   | Ott Tänak        |
| Día 2 | SS3   | Valdrôme - Sigottier 1                     | 20.04 km  | Cancelado                          | Cancelado | Ott Tänak        |
| Día 2 | SS4   | Roussieux - Laborel 1                      | 24.05 km  | Sébastien Loeb                     | 14:42.1   | Thierry Neuville |
| Día 2 | SS5   | Curbans - Piégut 1                         | 18.47 km  | Sébastien Ogier                    | 13:49.1   | Thierry Neuville |
| Día 2 | SS6   | Valdrôme - Sigottier 2                     | 20.04 km  | Sébastien Ogier Jari-Matti Latvala | 13:39.5   | Thierry Neuville |
| Día 2 | SS7   | Roussieux - Laborel 2                      | 24.05 km  | Sébastien Loeb                     | 14:26.6   | Sébastien Ogier  |
| Día 2 | SS8   | Curbans - Piégut 2                         | 18.47 km  | Thierry Neuville                   | 13:25.5   | Sébastien Ogier  |
| Día 3 | SS9   | Agnières-en-Dévoluy - Corps 1              | 29.82 km  | Ott Tänak                          | 20:54.0   | Sébastien Ogier  |
| Día 3 | SS10  | St-Léger-les-Mélèzes - La Bâtie-Neuve 1    | 16.87 km  | Ott Tänak                          | 10:12.1   | Sébastien Ogier  |
| Día 3 | SS11  | Agnières-en-Dévoluy - Corps 2              | 29.82 km  | Ott Tänak                          | 19:54.5   | Sébastien Ogier  |
| Día 3 | SS12  | St-Léger-les-Mélèzes - La Bâtie-Neuve 2    | 16.87 km  | Ott Tänak                          | 9:53.2    | Sébastien Ogier  |
| Día 4 | SS13  | La Bollène-Vésubie - Peïra-Cava 1          | 18.41 km  | Ott Tänak                          | 11:40.3   | Sébastien Ogier  |
| Día 4 | SS14  | La Cabanette - Col de Braus 1              | 13.58 km  | Ott Tänak                          | 9:52.4    | Sébastien Ogier  |
| Día 4 | SS15  | La Bollène-Vésubie - Peïra-Cava 2          | 18.41 km  | Thierry Neuville                   | 11:25.5   | Sébastien Ogier  |
| Día 4 | SS16  | La Cabanette - Col de Braus 2 (Powerstage) | 13.58 km  | Kris Meeke                         | 9:37.3    | Sébastien Ogier  |

## Clasificación final
| Pos.      | Piloto              | Copiloto               | Automóvil              | Tiempo    | Dif.     | Puntos |
| WRC       | WRC                 | WRC                    | WRC                    | WRC       | WRC      | WRC    |
| --------- | ------------------- | ---------------------- | ---------------------- | --------- | -------- | ------ |
| 1.        | Sébastien Ogier     | Julien Ingrassia       | Citroën C3 WRC         | 3:21:15.9 | -        | 29     |
| 2.        | Thierry Neuville    | Nicolas Gilsoul        | Hyundai i20 Coupe WRC  | 3:21:18.1 | +2.2     | 21     |
| 3.        | Ott Tänak           | Martin Järveoja        | Toyota Yaris WRC       | 3:23:31.1 | +2:15.2  | 17     |
| 4.        | Sébastien Loeb      | Daniel Elena           | Hyundai i20 Coupe WRC  | 3:23:44.1 | +2:28.2  | 12     |
| 5.        | Jari-Matti Latvala  | Miikka Anttila         | Toyota Yaris WRC       | 3:23:45.8 | +2:29.9  | 10     |
| 6.        | Kris Meeke          | Sebastian Marshall     | Toyota Yaris WRC       | 3:26:52.1 | +5:36.2  | 13     |
| 7.        | Gus Greensmith      | Elliott Edmondson      | Ford Fiesta R5         | 3:34:20.5 | +13:04.6 | 6      |
| 8.        | Yoann Bonato        | Benjamin Boulloud      | Citroën C3 R5          | 3:35:12.4 | +13:56.5 | 4      |
| 9.        | Stéphane Sarrazin   | Jacques-Julien Renucci | Hyundai i20 R5         | 3:35:22.7 | +14:06.8 | 2      |
| 10.       | Adrien Fourmaux     | Renaud Jamoul          | Ford Fiesta R5         | 3:37:19.3 | +16:03.4 | 1      |
| WRC 2     |                     |                        |                        |           |          |        |
| 1. (8.)   | Yoann Bonato        | Benjamin Boulloud      | Citroën C3 R5          | 3:35:12.4 | -        |        |
| 2. (10.)  | Adrien Fourmaux     | Renaud Jamoul          | Ford Fiesta R5         | 3:37:19.3 | +2:06.9  |        |
| 3. (12.)  | Ole Christian Veiby | Jonas Andersson        | Volkswagen Polo GTI R5 | 3:39:29.1 | +4:16.7  |        |
| 4. (14.)  | Rhys Yates          | Denis Giraudet         | Škoda Fabia R5         | 3:42:10.8 | +6:58.4  |        |
| 5. (16.)  | Nicolas Ciamin      | Yannick Roche          | Volkswagen Polo GTI R5 | 3:43:33.2 | +8:20.8  |        |
| 6. (24.)  | Manuel Villa        | Daniele Michi          | Škoda Fabia R5         | 3:55:18.5 | +20:06.1 |        |
| WRC 2 Pro |                     |                        |                        |           |          |        |
| 1. (7.)   | Gus Greensmith      | Elliot Edmondson       | Ford Fiesta R5         | 3:34:20.5 | -        |        |
| 2. (18.)  | Kalle Rovanperä     | Jonne Halttunen        | Škoda Fabia R5         | 3:47:48.3 | +13:27.8 |        |